# 海北祁连机场
海北祁连机场是一个中国机场，位于青海省海北藏族自治州祁连县东侧，与县城中心直线距离35公里。
祁连机场是国家《“十二五”综合交通运输体系规划》、《“十二五”全国民用机场建设规划》和青海省“十二五”重点建设项目。工程包括新建1条长3400米跑道、3000平方米航站楼、4个站坪机位，配套建设空管、供电、供水、供油、消防救援等辅助设施，总投资12.03亿元。
2011年7月，项目启动选址工作；
2013年5月，机场拟建场址获中国民用航空局批复同意；
2014年7月，机场建前工程正式开工；
2018年9月1日，祁连机场正式通航。

## 航点
2025夏秋航季
| 航空公司     | 目的地 |
| ------------ | ------ |
| 中国东方航空 | 西宁   |